# Neptis kumgangsana
Neptis kumgangsana är en fjärilsart som beskrevs av Siuiti Murayama 1978. Neptis kumgangsana ingår i släktet Neptis och familjen praktfjärilar. Inga underarter finns listade i Catalogue of Life.